# Selkäsaaret (ö i Finland, Södra Savolax, S:t Michel, lat 61,80, long 26,78)
Selkäsaaret är en ö i Finland. Den ligger i sjön Puula och i kommunen Hirvensalmi i den ekonomiska regionen  S:t Michel och landskapet Södra Savolax, i den södra delen av landet, 210 km nordost om huvudstaden Helsingfors. Öns area är 2,5 hektar och dess största längd är 210 meter i öst-västlig riktning.  Notera att namnet antyder att det är fråga om flera öar.